# Trobada medieval de El Entrego
La Trobada Medieval El Entrego (Alcuentru Medieval de L'Entregu en asturià) és una activitat que se celebra des de l'any 2006 organitzada per la Societat Cultural i de Festes de El Entrego.

## Origen
Aquesta activitat neix amb la idea de donar un gir a les tradicionals Festes de La Laguna en les quals està emmarcat, i sobretot, de recuperar la història del conceyu a través de la figura del rei Aureli I.

## Desenvolupament[calcitació]
Cada any s'escull un rei Aureli entre persones destacades de la vida social, cultural o esportiva del conceyu. Aquesta persona serà coronada rei en el Teatre Municipal de Samartín del Rei Aurelio en el transcurs d'una obra teatral que la Societat Cultural i de Festes del El Entrego encarrega cada any a un escriptor diferent.
Després de la coronació i la representació teatral s'organitza un sopar medieval que està presidit pel recentment nomenat rei Aureli, representants de l'Ajuntament de Samartín del Rei Aurelio, autoritats, i totes les persones que els agradin assistir i vagin vestides amb roba medieval.
Durant els tres dies que dura la trobada s'instal·la un mercat medieval entorn al Parc de La Laguna en el qual tenen lloc activitats de marcat tarannà medieval com lluites d'espases, representacions teatrals d'embarcador, espectacles de falconeria o tornejos de cavallers a cavall, entre moltes altres.
Una de les activitats que genera més expectació és la desfilada medieval que es desenvolupa el dissabte a la tarda i en el que participa el rei ja coronat per rebre el suport dels seus súbdits pels embarcadors del poble. El rei va acompanyat de cornamuses, autoritats, grups d'animació i de totes aquelles persones que hi vagin amb vestits medievals.
Aquestes activitats se celebren sempre el tercer cap de setmana de juliol, divendres, dissabte i diumenge, en el marc de les Festes de La Laguna que són les festes patronals del poble amb més d'un segle de tradició.
Tota la cartelleria i publicitat relacionada amb la trobada nedieval es fa en idioma asturià.

## Història[calcitació]
La primera trobada medieval va tenir lloc l'any 2006 amb la coronació de José María López Suárez i amb la representació de l'obra teatral "Entre querelles i donzelles", de Pablo Rodríguez Medina que ha estat posada en escena pel Grupo Teatro Refajo.
En 2007 es va celebrar la segona edició amb la coronació com a rei de Chechu García. L'obra representada és "Teixidora de plugim" (Texedora d'orbayu), de Pablo Rodríguez Medina i representada pel Grupo Teatro Refajo.
La tercera trobada medieval té com a rei Aureli a Mario Efrén García Villar que és coronat en el transcurs de l'obra "Les set núvies del rei", escrita per Xulio Arbesú i representada pel Grupo Teatro Refajo.
En 2009 es va celebrar la quarta trobada medieval amb la coronació d'Ana Rosa Suárez i la representació de l'obra "Apocalipsi: el camí que ens marca" de Xosé Ramón Martín Ardines.
La cinquena trobada medieval va coronar a Graciano Torre i va posar en escena l'obra de teatre "De fetilleres, dones i reis", escrita per Pedro Alberto Marcos.
La sisena edició de 2011 es va celebrar amb la coronació del futbolista Secundino Suárez (Cundi) i la representació de l'obra "Assaig general", escrita per Chechu García i Roberto Corte.
La setena trobada medieval a l'any 2012 va coronar a l'escriptor Pablo Xuan Manzano en el transcurso de l'obra "Benvingut rei Aureli", escrita per Elisabeth Felgueroso.
En la vuitena trobada medieval de 2013 es va coronar a l'il·lustrador Alfonso Zapico durant la representació de l'obra musical "El rei i altres fibres" del músic i escriptor Nacho Fonseca que ha estat posada en escena i cantada pel grup de teatre i cor Padre Coll.